# The Handmaid’s Tale – Der Report der Magd/Staffel 4
Die vierte Staffel der US-Fernsehserie The Handmaid’s Tale – Der Report der Magd erschien 2021 und besteht aus 10 Episoden.

## Episoden
Die Erstausstrahlung der vierten Staffel erfolgte zwischen 27. April und 16. Juni 2021 auf dem US-amerikanischen Streamingdienst Hulu. In Deutschland steht die Staffel seit dem 2. September 2021 auf MagentaTV zur Verfügung. Die deutsche Free-TV-Premiere ist noch nicht erfolgt.
| Nr. (ges.) | Nr. (St.) | Deutscher Titel | Originaltitel  | Erstveröffentlichung USA | Deutschsprachige Erstveröffentlichung (D) | Regie           | Drehbuch                    | Länge  |
| --- | --------- | --------------- | -------------- | ------------------------ | ----------------------------------------- | --------------- | --------------------------- | ------ |
| 37 | 1         | Schweine        | Pigs           | 27. Apr. 2021            | 2. Sep. 2021                              | Colin Watkinson | Bruce Miller                | 56 min |
| Wegen der Ankunft des Flugzeugs mit den 86 geflohenen Kindern aus Gilead wird in Kanada der Untersuchungstermin von Kommandant Waterford und seiner Frau verschoben. Kommandant Lawrence sitzt in Gilead im Gefängnis und soll dort bei den Vorbereitungen des geplanten Kriegs gegen Kanada mithelfen. Tante Lydia wird verhört und gefoltert, aber als unschuldig an der Flucht der Kinder angesehen und entlassen. Die angeschossene June, Janine und die anderen zurückgebliebenen Mägde finden ein Versteck auf der Farm der 14-jährigen Herrin Esther. Deren schwuler Kommandant Keyes ist scheinbar dement und ließ sie früher von anderen Wächtern, „Augen“ und Kommandanten vergewaltigen. Einer dieser Männer wird gefangen genommen, als er das Gelände ausspionieren will. June verurteilt ihn wegen seiner Verbrechen zum Tod und überlässt Esther die Ausführung des Urteils, die ihn mit einem Messer ersticht. |           |                 |                |                          |                                           |                 |                             |        |
| 38 | 2         | Nachtschatten   | Nightshade     | 27. Apr. 2021            | 2. Sep. 2021                              | Colin Watkinson | Kira Snyder                 | 48 min |
| In Toronto versucht Mrs. Waterford vergeblich, ihren Mann zur Rücknahme seiner Gegenklage gegen sie zu bewegen. Nach einer medizinischen Untersuchung erfährt sie von Mark Tuello, dass sie schwanger ist. Moira hat ein Problem mit Esher, einem der aus Gilead geretteten Kinder, der bei seiner richtigen Tante lebt, sich aber nach seinen (falschen) Kommandanten-Eltern zurücksehnt. Mit Ritas Hilfe versucht sie, Eshers Heimweh entgegenzuwirken. Weil Esthers Bauernhof von Wächtern überprüft wird, nimmt June Kontakt zum Martha-Netzwerk auf, um ein neues Versteck zu finden. In dem in der Nähe befindlichen Jezebel-Haus, einem Puff, trifft sie sich mit einer Anführerin des Widerstands und erkennt die Gelegenheit, dort mehrere Kommandanten töten zu können. Esther, die ihren Ehemann Keyes mit regelmäßigen Dosen eines Pflanzengiftes zur Demenz gebracht hat, hilft June bei der Herstellung eines starken Gifttranks, den die Prostituierten ihren Gästen servieren. Bei der Rückkehr zu Keyes Farm wird sie von mehreren Wächtern und Nick verhaftet. Nick bringt sie dazu, auf Widerstand zu verzichten, um ihr Leben zu retten. |           |                 |                |                          |                                           |                 |                             |        |
| 39 | 3         | Der Übergang    | The Crossing   | 27. Apr. 2021            | 2. Sep. 2021                              | Elisabeth Moss  | Bruce Miller                | 62 min |
| Tante Lydia lässt June foltern, um den Aufenthaltsort der anderen geflohenen Mägde von ihr zu erfahren. Mit einer Lüge verschafft sich June einen kurzen Aufschub. Schließlich werden Beth und Sienna vor ihren Augen vom Dach in den Tod gestoßen, doch June schweigt weiter. Nick bringt Lawrence mit June zusammen, auch er kann ihr keine Informationen entlocken. Erst als sie auf Hannah trifft und damit gedroht wird, dem Kind Gewalt anzutun, gibt June das Versteck preis, und die entflohenen Mägde werden gefangen genommen. Auf dem Weg in eine landwirtschaftliche Kolonie, wo sie auf den Feldern arbeiten sollen, nutzen June und die anderen Mägde den Halt an einer Bahnschranke zur Flucht. Zwei werden vom Fahrer erschossen. Alma und Brianna werden vom vorbeifahrenden Zug erfasst und getötet. June und Janine können entkommen. |           |                 |                |                          |                                           |                 |                             |        |
| 40 | 4         | Milch           | Milk           | 5. Mai 2021              | 2. Sep. 2021                              | Christina Choe  | Jacey Heldrich              | 47 min |
| Rita findet in Kanada keine ihrer Angehörigen. Von Mrs. Waterford wird sie gebeten, im Prozess zu ihrer Verteidigung aufzutreten. Rita offenbart Mr. Waterford die überraschende Schwangerschaft seiner Frau. June und Janine verstecken sich im Milchtankwagen eines Zuges, der ins Kriegsgebiet bei Chicago fährt. Beide geraten in Streit, als June gesteht, dass sie das Versteck der Mägde verraten hatte. Im Rückblick erinnert sich Janine an ihren Schwangerschaftsabbruch vor Gileads Existenz. Als der Zug von Bewaffneten überfallen und ausgeraubt wird, geben sich June und Janine zu erkennen und können in deren Jeeps nach Chicago mitfahren. Im Tausch gegen Kleidung und Nahrung sollen sie Steven, dem Anführer der Bewaffneten, sexuell gefällig sein. Janine nimmt dies auf sich, nachdem June es abgelehnt hat. |           |                 |                |                          |                                           |                 |                             |        |
| 41 | 5         | Chicago         | Chicago        | 12. Mai 2021             | 2. Sep. 2021                              | Christina Choe  | John Herrera und Nina Fiore | 45 min |
| Nick erfährt von einer Martha, dass June in Chicago ist. Tante Lydia, der die Aufsicht über die Mägde entzogen wurde, erpresst Commander Lawrence mit ihrem Wissen seiner Verfehlungen und wird daraufhin wieder mit ihrer früheren Aufgabe betraut. Dafür verrät sie ihm Verfehlungen anderer Commander, wodurch er wieder in eine Führungsposition gelangt. Die Commander beschließen einen vorgeblichen Waffenstillstand an der Front in Chicago, um die darauf vertrauenden Widerständler vernichten zu können. Stevens Gruppe ist June zu defensiv. Als sie erfährt, dass es eine andere Gruppe namens „Nighthawks“ gibt, die kompromissloser gegen Gilead kämpft, will sie nach ihr suchen. Janine hat sich inzwischen mit Steven angefreundet und hofft, mit ihm zusammen zu leben und ein Kind zu bekommen. Deshalb lässt sie June zunächst allein weiterziehen, ändert ihre Entscheidung aber und folgt ihr. Während Gileads Überraschungsangriff wird June erneut von Janine getrennt, trifft aber auf Moira, die zu einem humanitären Hilfseinsatz nach Chicago gekommen ist. |           |                 |                |                          |                                           |                 |                             |        |
| 42 | 6         | Gelübde         | Vows           | 19. Mai 2021             | 2. Sep. 2021                              | Richard Shepard | Dorothy Fortenberry         | 43 min |
| June steht unter Schock und wird von Moira mit Mühe davon überzeugt, mit ihr auf dem Schiff der Hilfsorganisation nach Kanada zurückzukehren – entgegen der Anweisung ihrer Chefin und Freundin Oona. Im Rückblick erinnert sich June an ihren Auszug aus der gemeinsamen Wohnung mit Moira, die nicht davon begeistert war, dass June Luke heiraten wollte, und an den Zeitpunkt, als sie Luke über ihre Schwangerschaft informierte. Als das Schiff von den Streitkräften Gileads kontrolliert wird, diskutiert die Besatzung, June an Gilead auszuliefern, um die zukünftige Arbeit der Hilfsorganisation nicht zu gefährden. Obwohl June zustimmt, entscheidet Oona im letzten Moment, ihr gefälschte Papiere auszudrucken, womit sie erfolgreich nach Kanada ausgeschleust werden kann. Oona beendet jedoch ihre Beziehung zu Moira, von der sie getäuscht wurde. June mach sich schwere Vorwürfe, weil sie ihre Tochter Hannah nicht mitbringen konnte. Sie trifft auf ihren Mann Luke, der über ihre gelungene Flucht dennoch glücklich ist. |           |                 |                |                          |                                           |                 |                             |        |
| 43 | 7         | Zuhause         | Home           | 26. Mai 2021             | 2. Sep. 2021                              | Richard Shepard | Yahlin Chang                | 47 min |
| June beantragt Asyl und wird als prominenter Flüchtling zunächst in einem Nobelhotel untergebracht. Im Haus von Luke und Moira trifft sie Emily und ihre Tochter Nichol. June versucht sich in Kanada einzuleben, aber beim Einkauf im Supermarkt überkommen sie die traumatischen Erinnerungen an Gilead. Als Oona ein Geschenk für June vorbeibringt, versucht Moira eine Wiederannäherung. Oona weist sie zuerst ab, will sich aber dann doch wieder mit ihr treffen. June besucht Mrs. Waterford im Gefängnis und wird von ihr um Verzeihung gebeten. June ist nicht dazu fähig und schreit der Kommandantenfrau ihren Zorn und ihre Verachtung ins Gesicht. Daraufhin entscheidet Mrs. Waterford, sich wieder mit ihrem Mann zu versöhnen, von dem sie sich vorher noch trennen wollte. June erklärt Tuello, dass Mrs. Waterford bereit sei, jedes Verbrechen zu begehen, um das zu bekommen, was sie will. |           |                 |                |                          |                                           |                 |                             |        |
| 44 | 8         | Aussage         | Testimony      | 2. Juni 2021             | 2. Sep. 2021                              | Elisabeth Moss  | Kira Snyder                 | 57 min |
| June sagt bei einer Anhörung gegen die Waterfords aus. Um June besser verstehen zu können, nimmt Luke entgegen ihres Wunsches an der Anhörung teil, was er danach bereut. Fred Waterford rechtfertigt seine Taten mit der erfolgreichen Zunahme der Geburtenrate in Gilead. Am nächsten Prozesstag wird er von kanadischen Anhängern Gileads vor dem Gerichtsgebäude mit Beifall begrüßt. Die ehemalige Tante Irene ist auch nach Kanada ausgereist. Sie hatte Emily denunziert und trägt damit die Schuld an Emilys Verstümmelung und der Ermordung ihrer Partnerin. Irene bereut ihre Taten. Emily kann ihr aber nicht verzeihen, weshalb sich Irene erhängt. Obwohl eine Aussage Irenes vor dem Internationalen Strafgerichtshof nützlicher gewesen wäre, freut sich Emily über den Tod ihrer früheren Widersacherin und hofft, dass ihre Ablehnung zu deren Suizid beigetragen hat. Als Tante Lydia eine Magd in Ausbildung und eine andere Tante offenbar grundlos züchtigt, wird sie von Kommandant Lawrence gerügt. Er liefert Janine, die in Chicago eingefangen wurde, an Lydia aus, damit sie sich an dieser auslassen kann. Janine will aber lieber sterben als erneut als Magd zu dienen. Lydia, die das nicht begreifen kann, umarmt Janine. June ist endlich fähig, Luke von ihrer letzten Begegnung mit Hannah zu berichten. |           |                 |                |                          |                                           |                 |                             |        |
| 45 | 9         | Fortschritt     | Progress       | 9. Juni 2021             | 2. Sep. 2021                              | Elisabeth Moss  | Eric Tuchman und Aly Monroe | 55 min |
| June nimmt telefonischen Kontakt mit Commander Lawrence auf, um Hannah nach Kanada zu holen, doch der ist dazu nur bereit im Tausch gegen andere Kinder, deren Flucht er einst selbst ermöglicht hatte. Daraufhin trifft sich June mit Nick in der neutralen Zone, der ihr tatsächlich Fotos und Informationen von Hannahs Aufenthaltsort verschafft. Esther soll im Roten Zentrum zur Magd ausgebildet werden, verweigert aber zu essen. Tante Lydia entscheidet sich gegen Esthers Züchtigung und vertraut stattdessen Janine, die mit Esther reden will. Diese überzeugt Esther, den Hungerstreik einzustellen, um für zukünftige bessere Zeiten zu überleben. Commander Warren Putnam und dessen Frau Naomi besuchen die Waterfords. Dabei wird klar, dass Gilead keine Anstrengungen unternommen hat, den Waterfords zu helfen. Naomi versucht Mrs. Waterford zu überreden, nach der Verurteilung ihres Mannes nach Gilead zurückzukehren. Daraufhin entscheidet Waterford, mit dem Tribunal zu kooperieren. Im Tausch gegen interne Informationen über Gilead wird er freigelassen. Als June davon erfährt, wird sie wütend und bedroht Tuello. |           |                 |                |                          |                                           |                 |                             |        |
| 46 | 10        | Die Wildnis     | The Wilderness | 16. Juni 2021            | 2. Sep. 2021                              | Liz Garbus      | Bruce Miller                | 58 min |
| Mrs. Waterford stellt bei einer Vernehmung ihres Mannes Forderungen gegenüber Tuello hinsichtlich angemessener Anrede und Wohnung. June besucht ihren früheren Kommandanten Waterford im kanadischen Gefängnis, der ihr gegenüber verbal bedauert, sie von ihren Kindern getrennt zu haben. June ist jedoch nicht bereit, seine Freilassung zu akzeptieren. Sie hat einen Deal mit Lawrence vorbereitet und überzeugt davon auch Tuello. Mr. Waterford, der eigentlich erwartet hatte, nach Genf ausfliegen zu können, wird an Gilead ausgeliefert, das dafür 22 Gefangene freilässt. Nick, der offenbar in die Absprache eingeweiht ist, lässt Waterford in der neutralen Zone frei, wo ihn June, Emily und die anderen nach Kanada entflohenen Mägde bereits erwarten, auf ihn einschlagen und ihn schließlich an einer Mauer aufhängen. An Mrs. Waterford schicken sie per Post einen abgetrennten Finger und seinen Ehering. June verabschiedet sich von Luke und Nicholl. |           |                 |                |                          |                                           |                 |                             |        |